# 결혼이라는 소설
《결혼이라는 소설》(영어: The Marriage Plot)은 제프리 유지니데스의 2011년 장편 소설이다. 1980년대의 브라운 대학교를 배경으로, 매들린, 레너드, 미첼 세 명의 대학생의 인연, 사랑, 방황을 다룬 작품이다. 대한민국에는 민음사에서 김희용 번역으로 출간되었다.